# Guanajuato (cidade)
Guanajuato é uma cidade mexicana, capital do estado homónimo. Tem atualmente 172,709 habitantes. Sua origem é pré-colombiana. Os astecas a chamavam "Paxtitlan", que quer dizer "palheiro", mas o nome popular vem da língua purépecha. "Quanaxhuato" quer dizer "lugar cheio de rãs" (uma grande formação rochosa fora da cidade de Guanajuato parece muito com um sapo, e sapos são comuns na região). Na religião nativa, o sapo representa o deus da sabedoria.
As minas de ouro e prata foram a principal riqueza da cidade e da região. Na guerra da independência Miguel Hidalgo liderou uma importante batalha. Há em Guanajuato uma importante atividade universitária, e é a sede do Festival Internacional Cervantino.
Guanajuato embora seja a capital do estado, é apenas a quinta maior cidade do estado, atrás de Léon, Irapuato, Celaya e Salamanca. A população do censo de 2005 foi 70.798 pessoas na cidade. Guanajuato é também o nome do município em torno da qual a cidade é a sede municipal. O município tinha uma população de 157.956 e uma extensão de área de 996,74 km ². A cidade de Guanajuato fica perto da borda oeste do município, que inclui numerosas pequenas comunidades periféricas, a maior das quais são Marfil, Yerbabuena, e Santa Teresa.

## História

### Escudo
O brasão de armas municipal foi criado pelo Rei Carlos I é uma placa de ouro, que carrega a imagem no centro da sua base de Santa Fé, sua base é enlaçada por uma concha e por dois ramos de louro unidos por uma fita azul, apoiando todo o fim com uma prateleira feita de mármore colorido, com ornamentos de ouro. Forma de sua cabeça um brasão de armas, a coroa de Castela, uma concha apoiada por folhas de acanto. O campo de ouro significa riqueza mineral da região, rica em metais preciosos como a prata. A figura feminina representa e recorda Santa Fé de Granada, e simboliza a vitória dos reis católicos sobre os  governantes muçulmanos. A borda é um símbolo de grandeza os acantos e os louros vitória e d fidelidade, respectivamente. Os mármores recorda a rica variedade de material presente nas montanhas ao redor.

### História antiga

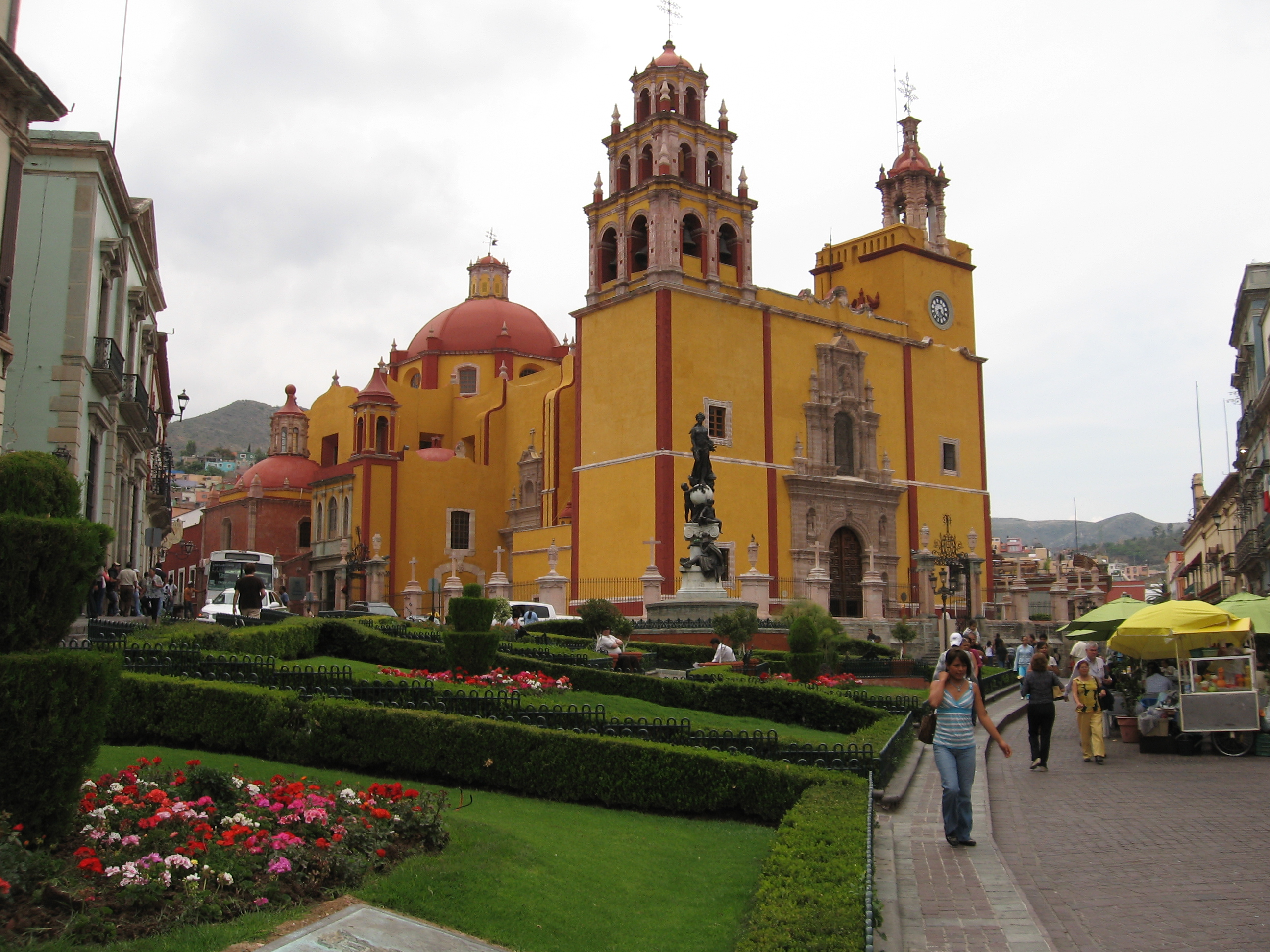
Praça da Paz e Basílica Colegiada de Nossa Senhora de Guanajuato.

Os primeiros povos da região foram os otomís, que mas tarde foram deslocados por um grupo chichimecas. Em 1546, durante a época da colonização, por ordem do Vice-rei Antonio de Mendoza foi fundada a estância de Guanajuato por consequência, classificada como, Real de Minas de Guanajuato; posteriormente a chegada de Preafán de Rivera, primeiro prefeito municipal, o povoado leva o nome de Santa Fé Real de Minas de Guanajuato, e pessoas foram nomeadas para trabalhar na prefeitura em 1574.
Em 26 de outubro de 1679, por decreto do Vice-rei Enrique de Rivera, se confere a Guanajuato o título de vila, levando o nome de vila de Santa Fé e Real de Minas de Guanajuato. Recebe a categoria de muito nobre e leal cidade de Santa Fé e Real de Minas de Guanajuato no ano de 1741, por ordem do Rei Filipe V, e em 1790 a população é declarada contramestre.
Já com o México independente, em 1824 com a promulgação da primeira Constituição da República, Guanajuato se converte na cidade capital do estado livre e soberano de Guanajuato.

## Geografia
A serra de Guanajuato, também chamada de San Gregorio, ocupa a maior parte do território municipal. As principais elevações são as colinas Santa Rosa, Chichíndaro, Sirena, Bufa Picacho e Bufa Peñón, todos elas perto da cidade de Guanajuato, pelos lados leste e norte; outras colinas são a Giganta, o Gigante, Llanitos e Vaquería, pelos o lado noroeste da cidade. A altura média destas elevações se calcula em 2,400 metros sobre o nível do mar.

### Hidrografia
As correntes de água que se encontram entre as intrincadas colinas da serra de Guanajuato são: pelo noroeste, córrego Cedeño e La Goya que se une ao rio La Hernia, no povoado de San José de Pinos; este recebe depois o nome de córrego La Joya, e se une ao córrego El Salto, no povoado de Arperos e assim segue o canal até se reunir com o córrego El Gigante, para juntos formar o rio Silao. Pelo norte se localizam os córregos La Cebada, Potrero e La Escondida que, unidos ao córrego Concepción, desembocam na represa La Esperanza e esta por sua parte; se alimenta do canal dos córregos Llano Grande, Melchores, La Tapona, Duraznillo e Mexicanos. Cabe mencionar que a represa da Soledad sai o córrego Santa Ana, ao qual no Tajo de Adjuntas, se unem os córregos La Hacienda, Conejas e Las Raíces provenientes da represa Peregrina e vão desembocar na represa de Mata, que atualmente foi afundada pela represa recém-construída Las Torres. Devemos mencionar que as águas desta última atravesam a cidade de Guanajuato para se unir ao rio de mesmo nome. Por sua parte o rio Guanajuato tem como afluentes os córregos El Arco, Paso del Padre, El Pulque, que formam o rio Cubo perto do Zangarro.

### Clima
Existem dois tipos de climas, semi quente na zona sul e sudeste, e temperado sub úmido nas zonas restantes do município. Alcança uma temperatura máxima de 36 °C no verão e uma mínima de 3 °C no inverno, tendo uma temperatura média anual de 18.5 °C, as precipitações pluviais variam de 600 a 840 milímetros anuais. Nos meses de julho e stembro se observa uma maior incidência de chuvas alcançando um valor acima de 217 milímetros cada um desses meses.
| Dados climatológicos para Guanajuato              | Dados climatológicos para Guanajuato | Dados climatológicos para Guanajuato | Dados climatológicos para Guanajuato | Dados climatológicos para Guanajuato | Dados climatológicos para Guanajuato | Dados climatológicos para Guanajuato | Dados climatológicos para Guanajuato | Dados climatológicos para Guanajuato | Dados climatológicos para Guanajuato | Dados climatológicos para Guanajuato | Dados climatológicos para Guanajuato | Dados climatológicos para Guanajuato | Dados climatológicos para Guanajuato |
| Mês                                               | Jan                                  | Fev                                  | Mar                                  | Abr                                  | Mai                                  | Jun                                  | Jul                                  | Ago                                  | Set                                  | Out                                  | Nov                                  | Dez                                  | Ano                                  |
| ------------------------------------------------- | ------------------------------------ | ------------------------------------ | ------------------------------------ | ------------------------------------ | ------------------------------------ | ------------------------------------ | ------------------------------------ | ------------------------------------ | ------------------------------------ | ------------------------------------ | ------------------------------------ | ------------------------------------ | ------------------------------------ |
| Temperatura máxima recorde (°C)                   | 28                                   | 30                                   | 33                                   | 36                                   | 36                                   | 36                                   | 33                                   | 33                                   | 31                                   | 31                                   | 29                                   | 28                                   | 35                                   |
| Temperatura máxima média (°C)                     | 25                                   | 26                                   | 29                                   | 31                                   | 33                                   | 31                                   | 28                                   | 28                                   | 28                                   | 27                                   | 26                                   | 24                                   | 25                                   |
| Temperatura mínima média (°C)                     | 4                                    | 4                                    | 6                                    | 9                                    | 12                                   | 13                                   | 12                                   | 12                                   | 12                                   | 9                                    | 7                                    | 5                                    | 11                                   |
| Temperatura mínima recorde (°C)                   | −1                                   | −2                                   | 3                                    | 5                                    | 8                                    | 9                                    | 10                                   | 9                                    | 4                                    | 2                                    | −4                                   | −4                                   | 3                                    |
| Precipitação (mm)                                 | 134                                  | 33                                   | 51                                   | 44                                   | 130                                  | 375                                  | 542                                  | 254                                  | 309                                  | 85                                   | 62                                   | 98                                   | 708                                  |
| Fonte: Servicio Meteorológico Nacional 11/04/2010 |                                      |                                      |                                      |                                      |                                      |                                      |                                      |                                      |                                      |                                      |                                      |                                      |                                      |

## Principais ecossistemas

### Flora
A flora está constituída por selva baixa decíduos com árvores com menos de 15 metros; pastagem, produção de forragem, floresta latifoliada, com predomínio de árvores medianas de 8 a 20 metros de altura, e floresta caducifólia espinhosa, com abundância do gênero prosopis, com alturas de 4 a 13 metros.

### Fauna
A fauna do lugar está integrada por mamíferos, como gambá, cuíca, coelho, texugo, esquilo, tatu, o coiote, veado, raposa, aves, codorna, corvo, coruja, gavião, urubu, entre outros animais. Há outras espécies como cascavel, alicante, escorpião, salamandra sapo, formiga,abelha e lagarto.

### Uso da Terra
Os solos do município são de estrutura blocosa angular a blocosa subangular, com uma consistência de friável a muito firme, de textura solo arenoso e solo argiloso e de um ph de 6.0 a 8.9.

## Demografia

### Grupos Étnicos
De acordo como XII Censo Geral da População e Habitação 2000 efetuado pelo Instituto Nacional de Estatística, Geografia e Informática (INEGI), a população de 5 anos é mais, fluente em língua indígena no município equivale a 239 pessoas. Sua língua indígena é o nahuatl.
Também de acordo com resultados que apresenta o II Censo de População e Habitação de 2005, no município habitam um total de 330 pessoas que falam alguma língua indígena.

### Evolução Demográfica
A população total del município de Guanajuato é de 141,196 habitantes, cifra que representa 3% da população total do estado, o que coloca Guanajuato como sexto município com maior número de habitantes. Da população total do município 48.41%  referente a 68,357 habitantes são homens, também representam 3% do total da população masculina do estado. Cerca de 51.59% ou seja 72,839 habitantes são mulheres, e representam 3% da população feminina estatal. No município de Guanajuato tem mais mulheres que homens, o que representa um índice de 93.85%. Esse resultado  representa um total na área metropolitana do município de 153,364 habitantes.

### Religião
No município de Guanajuato predomina a religião católica, com cerca de 82% da população, 10% são protestantes, e 8% tem outras religiões como judaísmo e o budismo, islamismo e etc.

## Atividades Econômicas

### Agricultura
O desenvolvimento da agricultura é considerado baixo em Guanajuato, porque a topografia do município é íngreme, e isso resulta em escassos níveis de produtividade agrícola. Não obstante os principais cultivos são sorgo, alfafa, amendoim e frutas. Na pecuária se cria em pequena escala com rebanhos bovinos, caprinos e ovinos.

### Mineração
A mineração é a atividade econômica que deu origem a cidade de Guanajuato. Atualmente a extração de ouro é mínima o que não acontece com a prata, que se encontra dentro dos primeiros lugares de produção; também se extrai o chumbo e caulim. As principais empresas dedicadas a mineração são as cooperativas Las Torres, Santa Fé de Guanajuato e Cubo.

### Comércio
A população rural frequenta regularmente a cidade para abate, existem no município vários mercados, feiras, tendas de auto serviço e também estabelecimentos comerciais, para satisfazer a demanda dos consumidores da cidade e do meio rural. 
Há também uma importante gama de serviços, que compreende os setores turísticos, profissionais bancários, comerciais, de cultura e de recreação principalmente.

### Turismo
O município é importante no aspecto turístico, por seu rico patrimônio cultural e artístico, que compreende monumentos, construções antigas, museus, praça e palacetes, igrejas e etc. Localizados em sua maioria na cidade de Guanajuato e que datam da época colonial; por isso o turismo tem uma grande importância para a economia do município. Se conta com uma infraestrutura de primeira ordem, composta de numerosos hotéis, restaurantes, discotecas e centros noturnos.
O Cristo Rey del Cubilete (Cristo Rei no Santuário) é um dos mais importantes monumentos religiosos do México, e é dito que marca o centro geográfico do México.

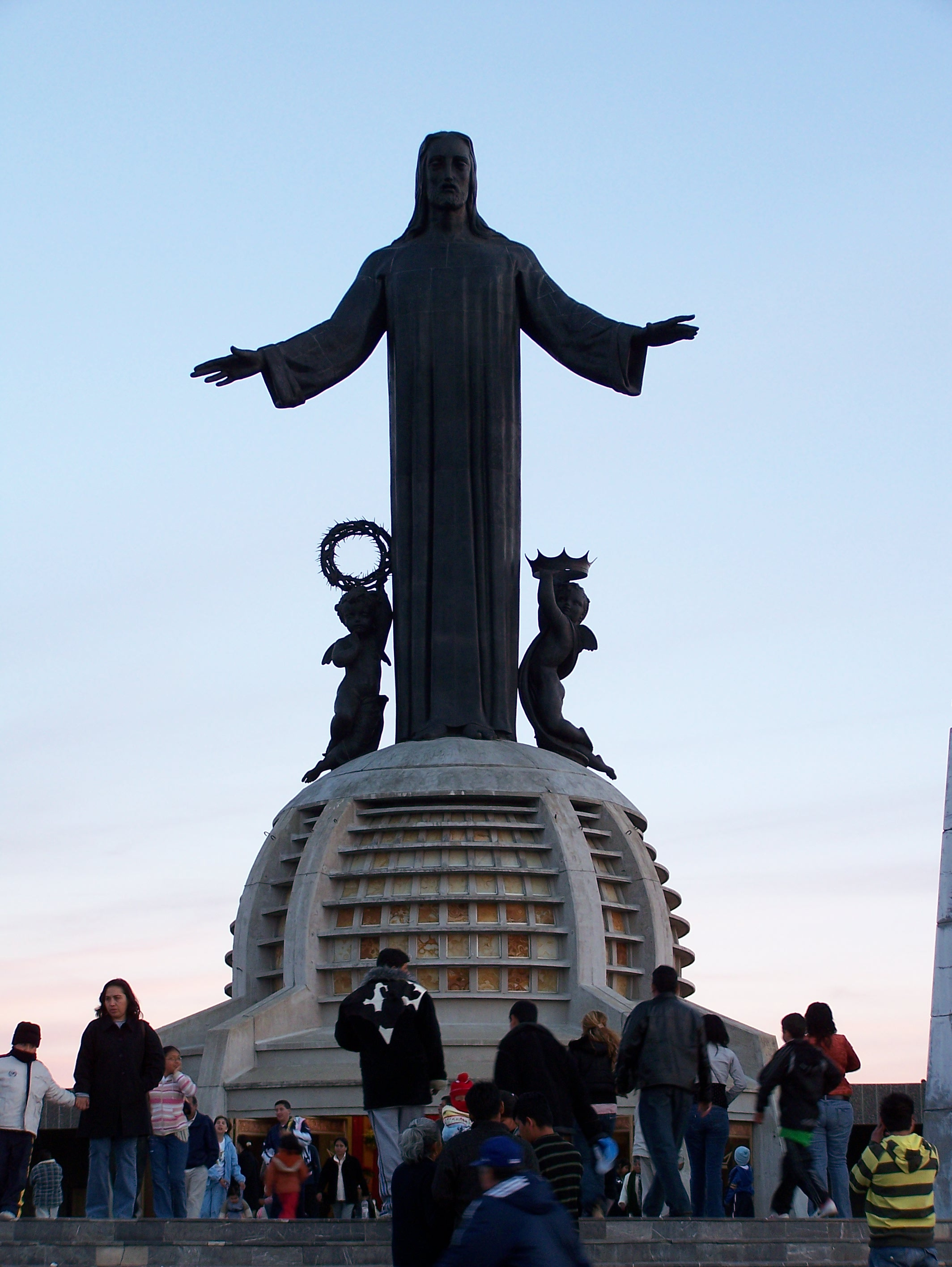
Cristo Rei del Cubilete.

No Panteón que são catacumbas a oeste da cidade é um cemitério famoso para as naturais múmias de Guanajuato produzidas por meios desconhecidos. Cerca de 1 em cada 100 corpos enterrados aqui foram experiente natural de mumificação. No final de 1800, a cidade instituiu um imposto sobre o "enterro" para as famílias dos falecidos. Quando algumas das famílias mais pobres não conseguiram pagar o imposto, os seus parentes foram desenterrados e colocados em exibição pública em um museu construído de propósito. O museu possui 111 cadáveres descansando em almofadas de veludo. Hoje, é relatado que há receitas do fundo de ajuda aos cofres do museu da cidade para um grau considerável.
A cidade de Guanajuato foi o berço do artista Diego Rivera, cuja casa é hoje um museu. A cidade também abriga um dos maiores lugares do México, para a investigação matemática, uma instituição pública, a CIMAT.
Durante a última semana de julho, Guanajuato e a cidade de San Miguel de Allende são co-anfitriãs do Expresión en Corto Festival Internacional de Cinema, o maior festival do México de filme e mais prestigiados do gênero na América Latina. O festival de renome internacional é livre ao público e as telas de mais de 400 filmes a partir de 10h até 16h cada dia em 16 locais, que incluem posições incomuns, tais como as ruas e túneis subterrâneos de Guanajuato, Museu e cemitério Municipal.
Em outubro a cidade detém o Festival Internacional Cervantino, um festival internacional de artes chamado assim em homenagem a Miguel de Cervantes. O festival é uma atração popular para os jovens estudantes de todo o México central, mas atrai participantes e espetadores de todo o mundo. E o Festival Medieval Guanajuato é outro atrativo importante.

## Arquitetura Histórica

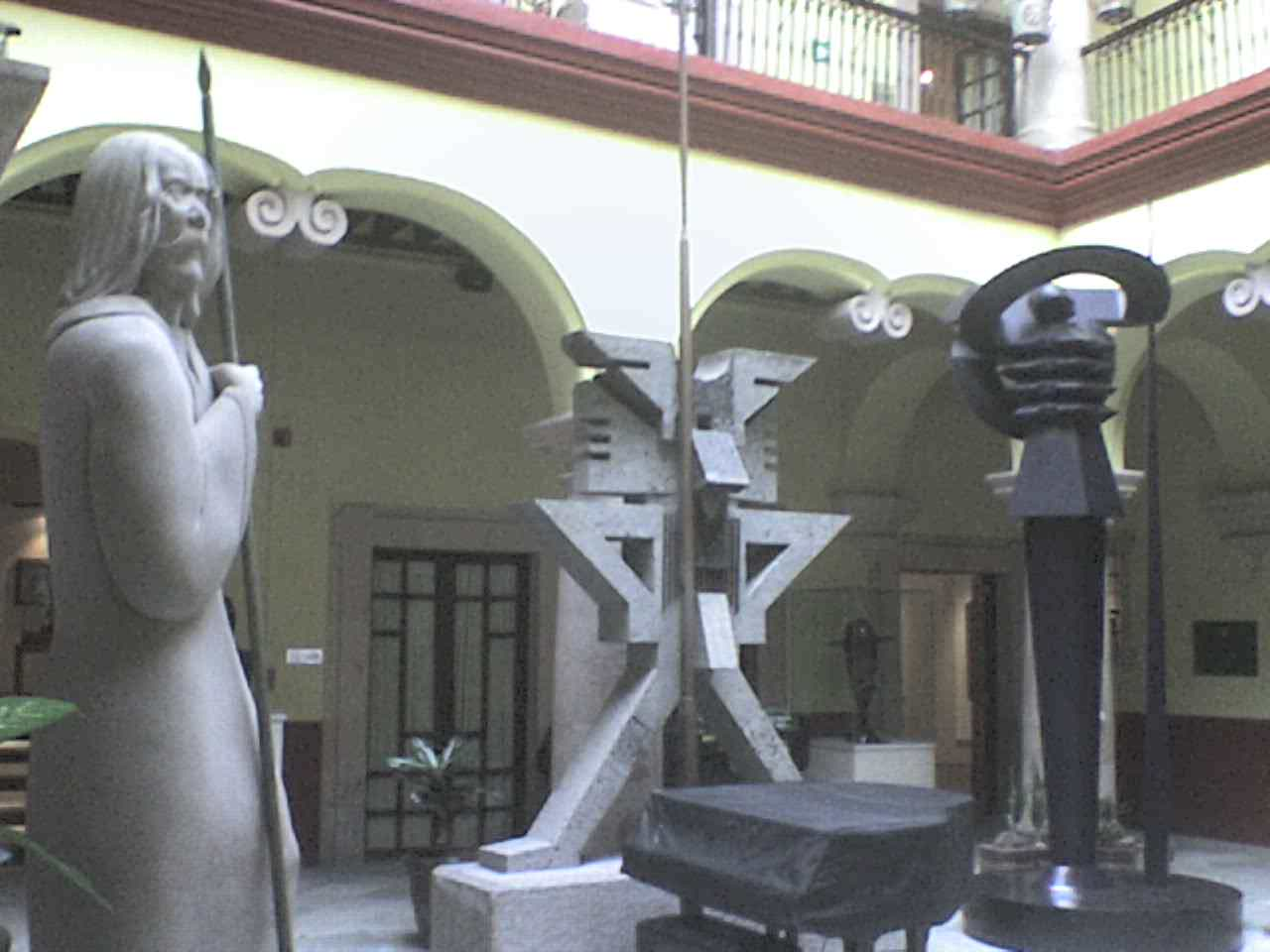
Museu Iconográfico de Quijote.

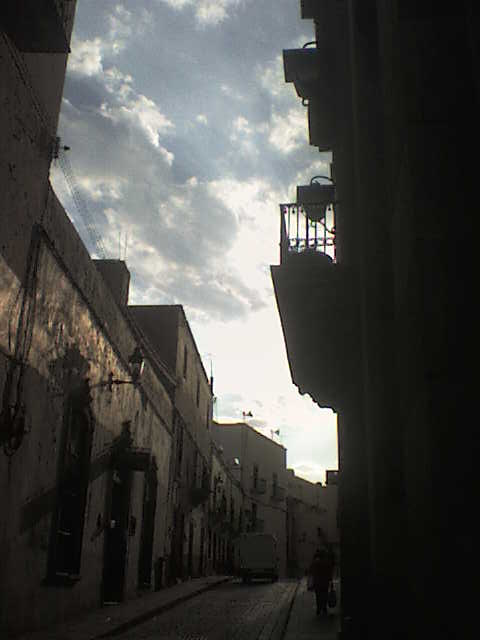
Rua Lascurain de Retana.

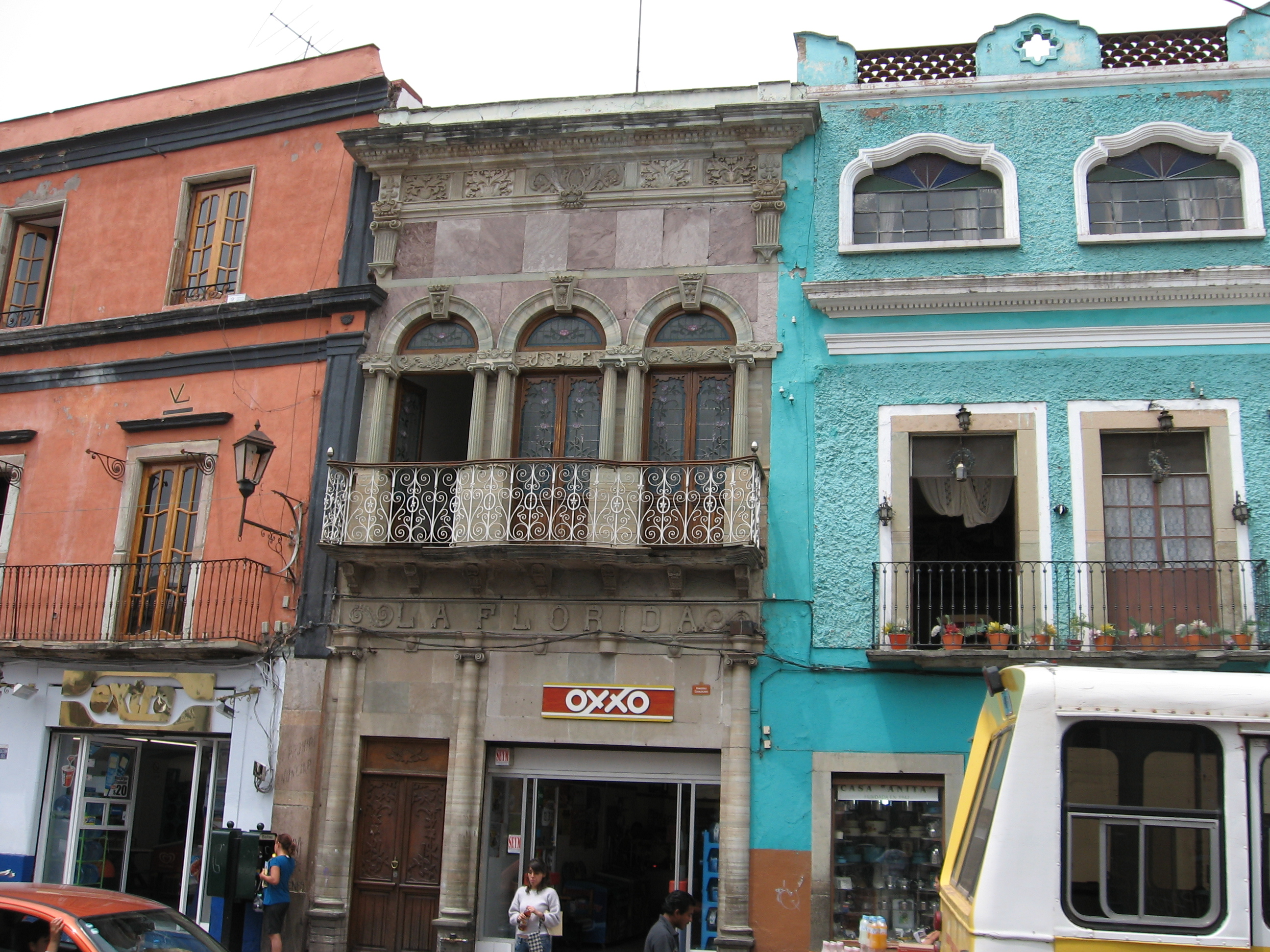
Casas do centro histórico de Guanajuato.

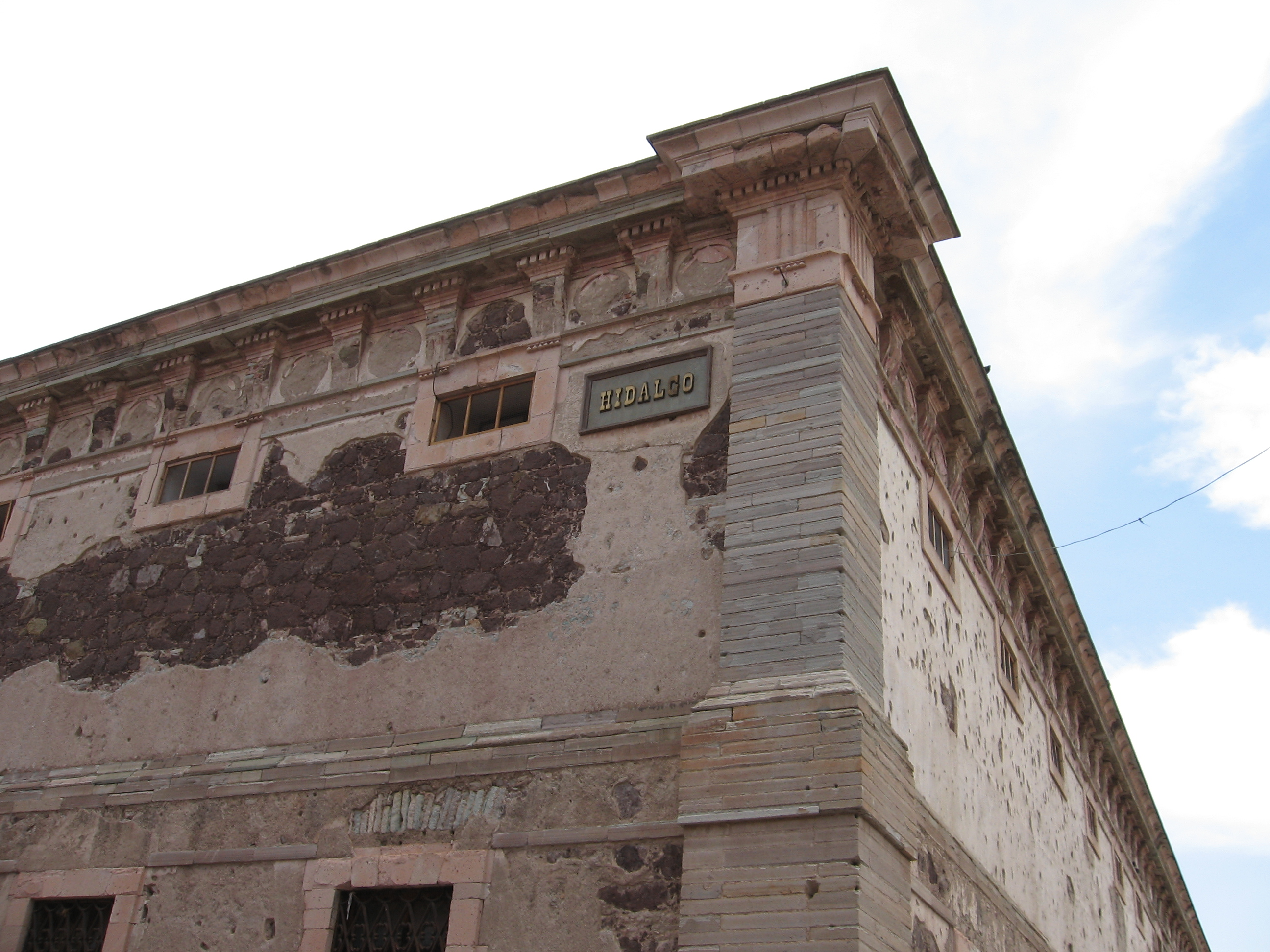
Palácio Alhondiga de Granaditas.

### Monumentos
- Monumento a Cervantes (Glorieta Cervantes)
- Monumento al Pípila
- Monumento a Paz
- Monumento a Sóstenes Rocha
- Monumento a Don Quijote e Sancho Panza
- Monumento a Hidalgo
- Monumento a Benito Juárez

### Praças e jardins
- Praça da paz
- Jardin Unión
- Praça de Mexiamora
- Praça de San Fernando
- Praça da Compañía
- Praça de Baratillo
- Jardin el Cantador
- Praça de San Roque
- Jardín Reforma
- Praça Hidalgo

### Museus
- Museu Regional Alhóndiga de Granaditas
- Museu de Historia Natural Alfredo Duges
- Pinacoteca do Templo de la Compañía
- Museu de las Momias
- Museu de Cera
- Casa das Leyendas
- Museu Dieguino
- Casa Museu Diego Rivera
- Museu José Chávez Morado - Olga Costa
- Pinacoteca de Oratorio de San Felipe Neri
- Galería Mariana
- Sala Jesús Gallardo
- Sala Polivalente
- Sala Hermenegildo Bustos
- Museu Iconográfico del Quijote
- Casa Museo Gene Byron
- Museu del Pueblo
- Museu de Mineralogía

### Exposições e eventos
- Rally Guanajuato-México (Março)
- Festival Medieval Guanajuato (março-abril)
- ABertura da Presa de la Olla.(1er. segunda de julho)
- Festival Internacional de Cine (Julio)
- Nossa Senhra de Guanajuato (Agosto)
- Festival Internacional Cervantino (Outubro)
- Festival Internacional de Órgano.(Maio)
- Festival de Música de Cámara (Maio)
- As Iluminaciones (Novembro-Dezembro)
- Festas de San Ignacio de Loyola - Dia de la Cueva (31 Julho)

### Cultura
- Teatro Juárez
- Teatro Principal
- Teatro Cervantes
- Auditório da Facudade de Minas
- Auditório do Estado

## Educação

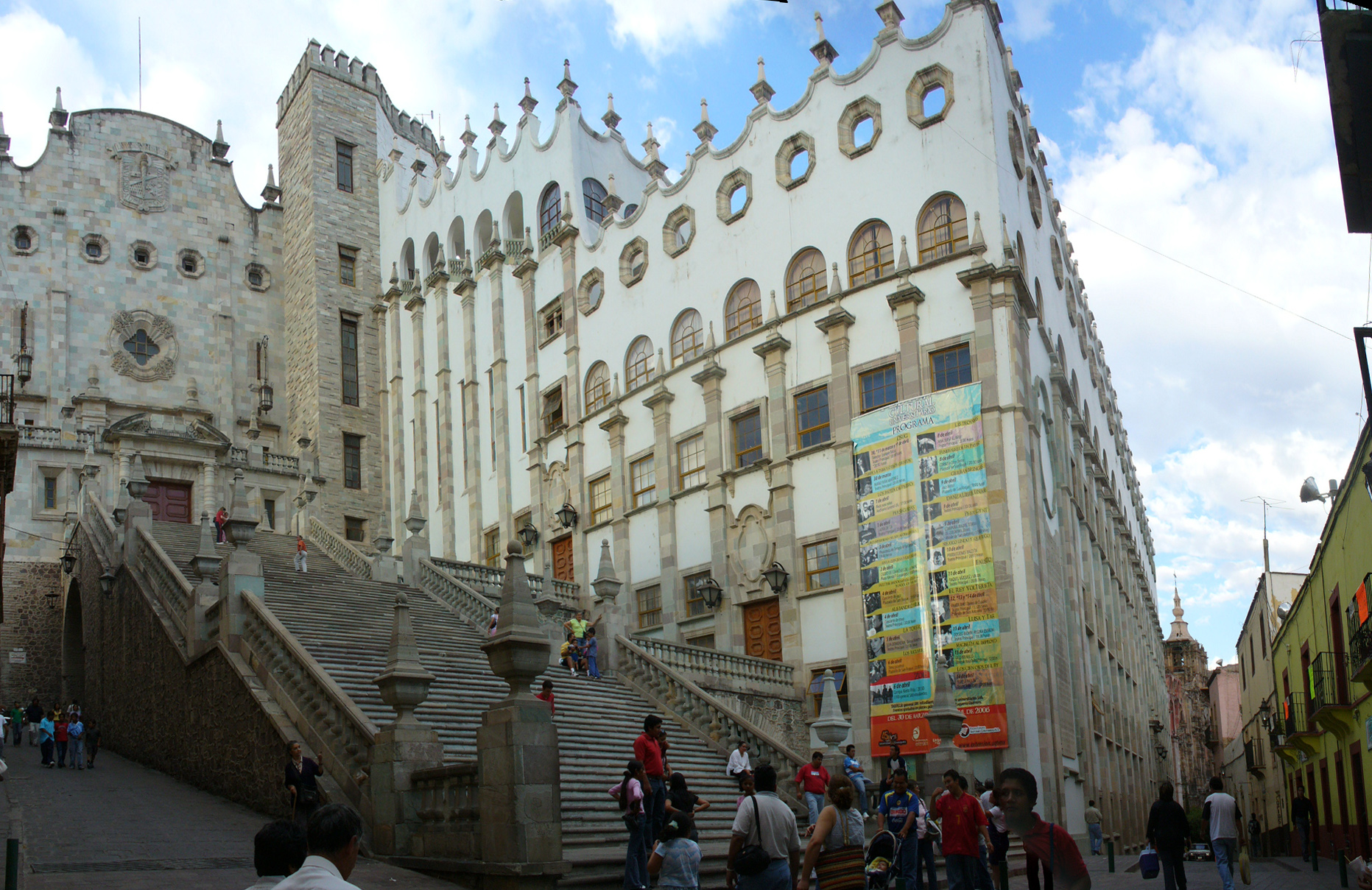
Vista panorâmica da Universidade de Guanajuato.

A Universidade de Guanajuato é a máxima casa de estudos do estado de Guanajuato e até 2007 formava cerca de 30.000.Esta cifra inclui as escolas incorporadas a Universidade de Guanajuato, e  estudantes em seus 122 programas acadêmicos, entre os que se encontram 8 doutorados, 28 mestrados e 53 diplomados dispersos em 12 municípios do estado.
Sua história se remete ao ano de 1732, quando se criou sob o nome de Escuela de la Santísima Trinidad. Em 27 de agosto de 1827, com o primeiro governo constitucional, a escola muda de nome para Colegio de la Inmaculada Concepción, ficando sob a responsabilidade do estado e criando assim as faculdades de direitoo, pintura, escultura, arquitetura e em 1831, a biblioteca da universidade. Em 1867, mudou de nome outra vez para se chamar Colegio del Estado. Durante este período, houve uma expansão na investigação, assim como no desenvolvimento de novos programas técnicos. Finalmente, em 1945, o colégio muda seu nome pela última vez para ser Universidade de Guanajuato e em 1994 alcança o reconhecimento como Universidade autónoma, ficando livre da legislatura do governo.
- Universidad de Guanajuato (UG)
- Universidade de León (Campus Guanajuato)
- Universidade Santa Fé
- Centro de Investigação em Matemáticas (CIMAT)
- Universidade Pedagógica Nacional (Unidad Guanajuato)
- Instituto Tecnológico Superior de Irapuato (Campus Guanajuato)
- Instituto Tlamatini
- Escola Normal Superior Oficial de Guanajuato
- Escola Normal Oficial de Guanajuato

## Cultura Popular
O mapa fictício do jogo Forza Horizon 5 se passa no México, e Guanajuato está representada nele, mesmo que não 100% fiel à cidade original, possui alguns pontos de interesse da cidade como a Plaza de La Paz, a Basílica da Santíssima Trindade e o sistema de túneis.
Foi a cidade em que a seleção brasileira ficou hospedada durante a Copa do Mundo FIFA de 1970.

## Cidades-irmãs
Guanajuato tem 16 cidades-irmãs e 2 cidades amigas, que são:
|  | - Salinas, Estados Unidos - Alcalá de Henares, Espanha - Arequipa, Peru - Ashland, Estados Unidos - Avinhão, França - Cidade do México, México - Cuenca, Equador - Velha Havana, Cuba - Morelia, México - Morgantown, Estados Unidos - Oaxaca de Juárez, México - Puebla, México - San Miguel de Allende, México - Spoleto, Itália - Toledo, Espanha - Valparaíso, Chile - Zacatecas, México Cidades amigas: - Quebeque, Canadá - Uma, Suécia |